# Obdach
Obdach är en ort och kommun i distriktet Murtal i förbundslandet Steiermark i Österrike.
Kommunen har 3 783 invånare (2024) och består av 18 orter (Ortschaften) (inom parentes invånarantal 1 januari 2024):

- Amering (408)
- Bärnthal (18)
- Granitzen (145)
- Großprethal (119)
- Kathal in Obdachegg (109)
- Katschwald (70)
- Kienberg (88)
- Kleinprethal (68)
- Lavantegg (192)
- Mönchegg (178)
- Obdach (1 574)
- Obdachegg (237)
- Rötsch (212)
- Sankt Anna-Feriensiedlung (25)
- Sankt Georgen in Obdachegg (71)
- Warbach (126)
- Winterleiten (129)
- Zanitzen (14)

Kommunen fick sin nuvarande form den 1 januari 2015 genom en sammanslagning av kommunerna Amering, Obdach, Sankt Anna am Lavantegg och Sankt Wolfgang-Kienberg.